# Palacio de los Olvidados
Il Palacio de los Olvidados (Palazzo dei dimenticati) è un museo di Granada, in Spagna, dedicato all'inquisizione spagnola, alla storia ebraica, e al patrimonio granadino e andaluso. Il Palazzo è ubicato nell'Albayzín, quartiere dichiarato Patrimonio dell'umanità dall'Unesco nel 1994 come ampliamento dell'insieme monumentale dell'Alhambra e del Generalife.
Il museo occupa l'emblematica Casa-Palazzo di Santa Inés, un edificio restaurato nel XVI secolo e dichiarato Bene di interesse culturale. Sulla facciata c'è uno stemma non identificato, i cui tratti fanno credere che appartenesse a un ebreo converso che volle lasciare una memoria della sua "limpieza de sangre". Il museo, inaugurato nel 2014, offre visite guidate previa prenotazione.

## Descrizione
Con una superficie espositiva di più di 700 metri quadri, il Palazzo permette la visione delle sue collezioni e offre delle stupefacenti vedute dell'Alhambra e dell'Albayzín dai suoi balconi e terrazze. Negli ultimi anni il museo ha allestito due esposizioni permanenti: Inquisizione e antichi strumenti di tortura e Flamenco interattivo.

### Contesto storico
Esistono pochissimi resti della Granada degli ebrei, ma fu un'importante comunità con grandi poeti, uomini di stato, scienziati e filosofi, che contribuirono ad arricchire la città dell'Alhambra. Il Palacio de los Olvidados è stato concepito come spazio espositivo dedicato alla cultura sefardita di Granada, dovendosi il suo nome a "un popolo che è rimasto «dimenticato» dopo l'inquisizione e la sua espulsione da Granada con l'arrivo dei Re cattolici". Con ciò intende coprire quel vuoto storico e la non conoscenza sulla presenza sefardíta nella città.

### Esposizioni
Il museo integra elementi che fanno parte della sua struttura con collezioni particolari, la più importante delle quali è quella della famiglia Crespo López, distribuita tra i due piani dello spazio espositivo, con pezzi riguardanti l'Inquisizione, gli ebrei conversi (o "nuovi cristiani"), simboli religiosi, rituali liturgici e di festività. Pone l'attenzione sull'importanza della donna nella cultura sefardta e nei personaggi più emblematici della comunità ebraica, come Samuele Ibn Nagrella, Moses ibn Ezra o Yehuda ibn Tibbon. Il percorso espositivo termina in una sala dedicata interamente alla Sinagoga dell'Acqua di Úbeda (Jaén), con una riproduzione del suo bagno rituale (Mikveh).
Per rendere chiara la rilevanza dell'Inquisizione nella vita degli ebrei di Granada, i due temi condividono lo stesso spazio. Una "horca" con vista sull'Alhambra, ghigliottine e maschere di tortura, si mescolano a simboli della cultura sefardita, con meridiane e anticipazioni astrofisiche che richiamano la presenza e la persecuzione degli ebrei e ne testimoniano le luci e le ombre dell'epoca.

#### Museo dell'Inquisizione
L'Inquisizione spagnola, creata dai Re cattolici nel 1478 con lo scopo di «purificare» la Spagna e imporre il cattolicesimo, durò 350 anni finché non venne abolita nel 1834.
Il Palacio de los Olvidados ha in esposizione più di 70 strumenti di tortura utilizzati dal tribunale europeo e spagnolo dell'Inquisizione. Una tenera musica di archi, come la luce delle sue stanze, conduce attraverso il "sentiero del terrore" e avanza, con uno scheletro legato a una ruota e il "sanbenito" che indicava i malvagi, il repertorio di elementi di tortura distribuiti nei suoi due piani.

#### Esposizione interattiva di flamenco
Nel primo piano si trova l'esposizione interattiva di flamenco, disegnata per creare un'esperienza che replichi le molteplici sensazioni che evoca il flamenco. In questo spazio viene mostrato il suo passato e presente, i suoi passi, i suoi canti e i generi di voci.
Disegnata per la sperimentazione sensoriale, ricrea con la partecipazione del pubblico e con il supporto di applicazioni di multimedia interattivi, i suoi balli e gli influssi ricevuti da altre danze.